# Térey Edit
Térey Edit (született: Edith Müller, keresztnevét magyarul Editnek, németül Edithnek írta) (1877. – Freiburg im Breisgau, 1929. február 23.) német származású művészeti szakíró, Térey Gábor felesége.

## Élete
Édesapja mérnök volt, a család Freiburg im Breisgauban élt. Edith az Albert Ludwig Egyetemen hallgatott művészettörténetet, ahol egyik tanára Térey Gábor volt. Romantikus vonzalom alakult ki közöttük, ám akkor kapcsolatukat nem tudták elmélyíteni. Térey Gábor Budapestre költözött, ahol megnősült, gyermekei születtek, ám hamarosan elvált, és ismét megkereste Edithet. 1898-ban Freiburgban házasodtak össze, majd átköltöztek Magyarországra. Edith megtanult magyarul, bár publikációit elsősorban német nyelven adta közre. Magyarországon a Pester Lloyd című, német nyelven megjelenő napilap állandó tárca és cikkírója volt. Sokat foglalkozott filozófiai művekkel, az irodalom területén pedig Thomas Mann-nal, több cikk is Thomas Mann első magyar fordítójaként említi.
Térey Gábor 1926-ban nyugdíjba vonult, ekkor költöztek el Badenbe, ahol azonban a férj 1927-ben elhunyt. Edith előbb fiához, Térey Bennóhoz költözött New Yorkba, majd hazatért a freiburg szülői házába. Folyamatosan írt, cikkeit kedvelték az Egyesült Államokban és Németországban is, de a Pester Lloydnak is haláláig küldött írásokat. Gyenge idegrendszerét felőrölte férje halála és önnön magánya, 1929 februárjában szülei  házában felakasztotta magát.  A pesti művészeti élet közismert alakja volt, nekrológjában rendkívüli műveltségű és intelligenciájú, finom tollú  íróként jellemezték.

## Művei
- Friedrich Nietzsche’s Briefe. Bp., 1907. Hornyánszky

Publikált a Pester Lloyd és a Magyar Művészet lapokban.